# Hongkong-Konvention
Die Hongkong-Konvention („Hong Kong International Convention for the Safe and Environmentally Sound Recycling of Ships, 2009“, abgekürzt HKC) ist eine Vereinbarung für weltweite Verbesserungen für umweltfreundliches Recycling von Schiffen und für die Arbeitsbedingungen in den Abwrackwerften bzw. -betrieben. Sie wurde im Mai 2009 von den Mitgliedstaaten der IMO (Internationale Seeschifffahrts-Organisation) in Hongkong beschlossen.

## Inkrafttreten

1. aa0000; Vertragsparteien (Stand: 2021)

Die HKC trat zwei Jahre nach Erfüllung folgender Kriterien in Kraft:
- mindestens 15 Staaten mussten sie ratifiziert haben,
- welche mindestens 40 % der Welthandelstonnage und
- nicht weniger als 3 % Recyclingkapazität (gemessen an dem Durchsatz der letzten zehn Jahre bezogen auf die 40 % der Welthandelstonnage) repräsentierten.

Anhand der Weltschifffahrtsdaten für das Jahr 2012 bedeutete dies:
- 15 Staaten,
- die mindestens 432,5 Mio. BRZ
- eine Recyclingkapazität von 12,97 Mio. BRZ repräsentierten.

Die Recyclingkapazitäten stellen sich bei den Top-Schiffs-Recycel-Ländern wie folgt dar:
- Indien = 12,2 Mio. BRZ
- Bangladesch = 8,8 Mio. BRZ
- China = 8,2 Mio. BRZ
- Pakistan = 5,5 Mio. BRZ
- Türkei = 1,5 Mio. BRZ

## Vertragsstaaten
Bis Ende Juni 2023 hatten 22 Länder die Konvention ratifiziert, welche circa 46 % der Welthandelstonnage und 23,8 Mio. BRZ Recyclingkapazität repräsentierten; nach der am 27. Juni 2023 erfolgten Ratifizierung durch Liberia und Bangladesch trat die Konvention offiziell am 26. Juni 2025 in Kraft. Anfang Dezember 2023 trat auch Pakistan der Konvention bei.

## Inhalt
Kernforderungen der Hongkong-Konvention sind:
1. Gefahrstoffkataster (Inventory of Hazardous Materials, IHM) mit unterschiedlichen Herangehensweisen für neue und existierende Schiffe,
2. IHM-Zertifikat (International Certificate on Inventory of Hazardous Materials, ICIHM), ausgestellt vom Flaggenstaat des jeweiligen Schiffes; maximal gültig für 5 Jahre
3. Ship Recycling Facility Plan (SRFP), Beschreibung der Prozesse und Managementsysteme zur Sicherstellung von Sicherheit, Arbeits- und Umweltschutz in der Schiffsrecyclingwerft (Ship Recycling Facility, SRF)
4. Betriebsgenehmigung (Document of Authorization to conduct Ship Recycling, DASR), ausgestellt vom Recyclingstaat (Competent Authority), maximal gültig für 5 Jahre
5. Schiffsrecyclingplan (Ship Recycling Plan, SRP), welcher den Rückbau eines Schiffes in einer bestimmten SRF unter Einbeziehung des SRFP (3.) und IHM (1.) beschreibt, kann von der zuständigen Stelle generell, stillschweigend, oder explizit genehmigt werden
6. Bescheinigung der Recyclingbereitschaft eines Schiffes (International Ready for Recycling Certificate, IRRC), ausgestellt vom Flaggenstaat nach dem Final Survey unter Berücksichtigung der IHM und SRP.

Es sind den gesamten Lebenszyklus („Wiege bis zur Bahre“) von Schiffen betreffende Vorgaben entstanden. Vom Schiffbau (Werften) inklusive der Zulieferindustrie über den Schiffsbetrieb (Reedereien) bis zu den Schiffsrecyclern (Recyclingwerften) und deren Entsorgern sowie übergeordneten Kontrollorganen (Flaggen-, Hafen- und Recyclingstaaten, bzw. deren beauftragten Überwachungsorganisationen wie Klassifikationsgesellschaften und Hafenstaatenkontrolle).
Die HKC gilt für Neubauten wie für die fahrende Flotte mit mehr als 500 BRZ. Damit fallen etwa 50.000 Schiffe unter den Anwendungsbereich. Kern der Hongkong-Konvention ist die Erstellung einer Schadstoffliste, in der toxische Stoffe wie Asbest, PCB, ozonabbauende Stoffe und TBT-haltige Schiffsanstriche erfasst werden müssen. Die Liste soll das sichere und umweltfreundliche Recycling von Schiffen erleichtern.

## Einführung in der Europäischen Union
Die Europäische Union kann kein Mitglied der Konvention werden, da der Beitritt Staaten vorbehalten ist (Art. 16 des Übereinkommens). Die wesentlichen Verpflichtungen des Übereinkommens wurden jedoch bereits über die Verordnung (EU) Nr. 1257/2013 des Europäischen Parlaments und des Rates vom 20. November 2013 über das Recycling von Schiffen und zur Änderung der Verordnung (EG) Nr. 1013/2006 und der Richtlinie 2009/16/EG (PDF) am 31. Dezember 2018 für die Mitgliedstaaten der Europäischen Union verbindlich (Art. 32 des Verordnung).
Abwrackwerften (SRFs), auch solche außerhalb der EU, können die Aufnahme in die EU-Liste ab 31. Dezember 2014 beantragen. EU-geflaggte Schiffe dürfen ab Erscheinen der EU-Liste nur noch in EU-gelisteten Werften abgewrackt werden.
Folgende IHM-Fristen gelten für Schiffe über 500 BRZ:
- „Recycling-Schiffe“ müssen ab Ende 2016[veraltet] mit einer zertifizierten IHM auf die letzte Reise gehen,
- Neubauten müssen ab Ende 2015[veraltet] mit einer zertifizierten IHM ausgestattet sein,
- existierende Schiffe unter EU-Flagge und die EU anlaufenden Schiffe (unabhängig von der geführten Flagge) müssen spätestens am 31. Dezember 2020[veraltet] eine zertifizierte IHM vorweisen.

Von der EU-Verordnung sind circa 30.000 Schiffe betroffen; in der Zeit bis zum Fristende sind circa 20 Schiffe pro Tag mit einer zertifizierten IHM auszustatten.
Am 13. März 2014 bekräftigte das Europäische Parlament mit großer Mehrheit (439 Ja-Stimmen, 41 Gegenstimmen), dass es eine zügige Ratifizierung der HKC durch die EU-Mitgliedstaaten wünscht und somit verbindlichen Vorgaben auf internationaler Ebene durch die HKC früher ermöglichen könnte.
Nun kann der Europäische Rat die EU-Mitgliedstaaten offiziell auffordern, das weltweite Regelwerk zum Schiffsrecycling in Kraft zu setzen.
Der Verband Deutscher Reeder begrüßte dies; er sieht in der HKC „das einzig scharfe Schwert für mehr Arbeitssicherheit und den Schutz der Umwelt beim Schiffsrecycling“ und als einen „wichtigen Schritt, um nicht nur für Europa, sondern für alle Recycling-Standorte weltweit verbindliche Regeln zu schaffen.“